# RGE Discos
La RGE (Rádio Gravações Especializadas) discos è stata una casa discografica brasiliana.

## Storia
Fondata nel 1947 come studio di registrazione per jingle pubblicitari da José Aliado Brasil Italo Scatena. Il nome dell'etichetta è stato dato da João Dória. A quel tempo San Paolo non aveva studi di registrazione ed era necessario recarsi a Rio de Janeiro per registrare, e poiché lo Studio aveva una tecnologia all'avanguardia, Scatena decise di aprire anche una casa discografica.
Popolarmente è consuetudine pensare che la RGE sia stata fondata appositamente per l'uscita della cantante Maysa Matarazzo. Tuttavia, il primo disco della RGE fu pubblicato nel 1954, quando il Corinthians fu campione di San Paolo del 4º Centenario, dopo che Scatena aveva pianificato che sarebbe stato un grande stratagemma di marketing. Chiamato "Os Titulares do Ritmo" ha prodotto un disco a 78 giri della canzone "Campeão dos Champions" di Lauro D'Ávila, che poco dopo divenne l'inno ufficiale del Club.
Nel 1956 Scatena chiamò il maestro italiano Enrico Simonetti, che incise un secondo album per la RGE intitolato "Panorama Musical", con successi musicali popolari della stagione.
Il primo successo arrivò quando Maysa Matarazzo, allora sconosciuta, registrò il suo primo album.
Da allora, molti dei nomi più importanti della musica popolare brasiliana hanno pubblicato i loro album con l'etichetta, tra cui Chico Buarque de Hollanda.